# Аррес
А́ррес (окс. Arres, кат. Arres) — муніципалітет, розташований в Автономній області Каталонія, в Іспанії. Код муніципалітету за номенклатурою Інституту статистики Каталонії — 250313. Знаходиться у терсуні Ірісо району (кумарки) Баль-д'Аран (коди району — 39 та VN) провінції Льєйда, згідно з новою адміністративною реформою перебуватиме у складі Баґарії (округи) Ал-Пірінеу і Баль-д'Аран. 

## Населення
Населення міста (у 2007 р.) становить 65 осіб (з них менше 14 років — 7,7%, від 15 до 64 — 76,9%, понад 65 років — 15,4%). У 2006 р. народжуваність склала 0 осіб, смертність — 0 осіб, зареєстровано 1 шлюб. У 2001 р. активне населення становило 26 осіб, з них безробітних — 1 особа.

Серед осіб, які проживали на території міста у 2001 р., 55 народилися в Каталонії (з них 30 осіб у тому самому районі, або кумарці), 3 особи приїхали з інших областей Іспанії, а 0 осіб приїхало з-за кордону. 

Університетську освіту має 14,8% усього населення. 

У 2001 р. нараховувалося 22 домогосподарства (з них 40,9% складалися з однієї особи, 9,1% з двох осіб,22,7% з 3 осіб, 9,1% з 4 осіб, 9,1% з 5 осіб, 9,1% з 6 осіб, 0% з 7 осіб, 0% з 8 осіб і 0% з 9 і більше осіб).

Активне населення міста у 2001 р. працювало у таких сферах діяльності : у сільському господарстві — 12%, у промисловості — 4%, на будівництві — 0% і у сфері обслуговування — 84%. 

 У муніципалітеті або у власному районі (кумарці) працює 10 осіб, поза районом — 17 осіб.

### Безробіття
У 2007 р. нараховувалося 2 безробітних (у 2006 р. — 1 безробітний), з них чоловіки становили 100%, а жінки — 0%.

## Економіка

### Підприємства міста

#### Сфера послуг
| \| Підприємства міста, що працюють у сфері послуг, за діяльністю \| Підприємства міста, що працюють у сфері послуг, за діяльністю \| Підприємства міста, що працюють у сфері послуг, за діяльністю \| \| Рік \| 2002 р. \| 2001 р. \| \| ------------------------------------------------------------- \| ------------------------------------------------------------- \| ------------------------------------------------------------- \| \| Гуртова торгівля \| 0% \| 0% \| \| Готелі та готельний бізнес \| 100% \| 100% \| \| Транспорт та зв'язок \| 0% \| 0% \| \| Посередницькі фінансові послуги \| 0% \| 0% \| \| Послуги підприємствам \| 0% \| 0% \| \| Послуги фізичним особам \| 0% \| 0% \| \| Нерухомість та ін. \| 0% \| 0% \| \| Усього підприємств \| 3 \| 3 \| |         |         |
| Підприємства міста, що працюють у сфері послуг, за діяльністю |         |         |
| Рік | 2002 р. | 2001 р. |
| Гуртова торгівля | 0%      | 0%      |
| Готелі та готельний бізнес | 100%    | 100%    |
| Транспорт та зв'язок | 0%      | 0%      |
| Посередницькі фінансові послуги | 0%      | 0%      |
| Послуги підприємствам | 0%      | 0%      |
| Послуги фізичним особам | 0%      | 0%      |
| Нерухомість та ін. | 0%      | 0%      |
| Усього підприємств | 3       | 3       |

## Житловий фонд
У 2001 р. 0% усіх родин (домогосподарств) мали житло метражем до 59 м², 27,3% — від 60 до 89 м², 27,3% — від 90 до 119 м² і
45,5% — понад 120 м².

З усіх будівель у 2001 р. 26,1% було одноповерховими, 69,6% — двоповерховими, 4,3
% — триповерховими, 0% — чотириповерховими, 0% — п'ятиповерховими, 0% — шестиповерховими,
0% — семиповерховими, 0% — з вісьмома та більше поверхами.

## Автопарк
| \| Автомобілі, зареєстровані у місті, за призначенням \| Автомобілі, зареєстровані у місті, за призначенням \| Автомобілі, зареєстровані у місті, за призначенням \| \| Рік \| 2006 р. \| 2005 р. \| \| -------------------------------------------------- \| -------------------------------------------------- \| -------------------------------------------------- \| \| Приватні автомобілі \| 33,3% \| 33,3% \| \| Мотоцикли \| 21,6% \| 20,5% \| \| Вантажівки \| 37,3% \| 35,9% \| \| Трактори \| 0% \| 0% \| \| Автобуси та ін. \| 7,8% \| 10,3% \| \| Усього автомобілів \| 51 шт. \| 39 шт. \| |         |         |
| Автомобілі, зареєстровані у місті, за призначенням |         |         |
| Рік | 2006 р. | 2005 р. |
| Приватні автомобілі | 33,3%   | 33,3%   |
| Мотоцикли | 21,6%   | 20,5%   |
| Вантажівки | 37,3%   | 35,9%   |
| Трактори | 0%      | 0%      |
| Автобуси та ін. | 7,8%    | 10,3%   |
| Усього автомобілів | 51 шт.  | 39 шт.  |

## Вживання каталанської мови
У 2001 р. каталанську мову у місті розуміли 98,2% усього населення (у 1996 р. — 100%), вміли говорити нею 94,7% (у 1996 р. — 
92,1%), вміли читати 77,2% (у 1996 р. — 76,2%), вміли писати 52,6
% (у 1996 р. — 17,5%). Не розуміли каталанської мови 1,8%.

## Політичні уподобання
У виборах до Парламенту Каталонії у 2006 р. взяло участь 28 осіб (у 2003 р. — 30 осіб). Голоси за політичні сили розподілилися таким чином:
| \| Вибори до Парламенту Каталонії \| Вибори до Парламенту Каталонії \| Вибори до Парламенту Каталонії \| \| Рік \| 2006 р. \| 2003 р. \| \| -------------------------------------- \| ------------------------------ \| ------------------------------ \| \| Конвергенція та Єднання (CiU) \| 67,9% \| 40% \| \| Соціалістична партія Каталонії (PSC) \| 17,9% \| 33,3% \| \| Народна партія (PP) \| 10,7% \| 20% \| \| Ініціатива за зелену Каталонію (IC) \| 0% \| 0% \| \| Республіканська лівиця Каталонії (ERC) \| 3,6% \| 3,3% \| \| Громадянська партія (C's) \| 0% \| 0% \| \| Інші \| 0% \| 3,3% \| |         |         |
| Вибори до Парламенту Каталонії |         |         |
| Рік | 2006 р. | 2003 р. |
| Конвергенція та Єднання (CiU) | 67,9%   | 40%     |
| Соціалістична партія Каталонії (PSC) | 17,9%   | 33,3%   |
| Народна партія (PP) | 10,7%   | 20%     |
| Ініціатива за зелену Каталонію (IC) | 0%      | 0%      |
| Республіканська лівиця Каталонії (ERC) | 3,6%    | 3,3%    |
| Громадянська партія (C's) | 0%      | 0%      |
| Інші | 0%      | 3,3%    |